# Celil Nalçakan
Celil Nalçakan (n. 10 iunie 1978, Sivas, Turcia) este un actor turc. Mama lui era profesoară, iar tatăl său electrotehnician. Are o soră mai mică. După absolvirea liceului, s-a înscris la catedra de Inginerie Geologică a Universității Sivas Cumhuriyet⁠(d). Cu toate acestea, după 7 ani, a părăsit școala și a intrat în Teatrul de Stat Sivas. Mai târziu, a început să studieze Turism și Management hotelier la Universitatea Balikesir⁠(d), dar și-a continuat studiile de teatru și acolo. A trecut examenul lui Türvak și s-a stabilit la Istanbul și a început să studieze actoria acolo.